# تيري هيوز
تيري هيوز (بالإنجليزية: Terry Hughes) هو لاعب كرة قاعدة أمريكي، ولد في 13 مايو 1949 في سبارتانبرغ في الولايات المتحدة.

## وصلات خارجية
- تيري هيوز على موقع دوري كرة القاعدة الرئيسي (الإنجليزية)
- تيري هيوز على موقعبيزبول رفرنس.كوم (الدوري الرئيسي) (الإنجليزية)
- تيري هيوز على موقعبيزبول رفرنس.كوم (الدوري الثانوي) (الإنجليزية)
- تيري هيوز على موقع إي إس بي إن.كوم (أم.أل.بي) (الإنجليزية)
- تيري هيوز على موقع مشجعي الرسوم البيانية (الإنجليزية)